# Rue de la Bienfaisance (Paris)
Pour les articles homonymes, voir Rue de la Bienfaisance.
La rue de la Bienfaisance est une voie du 8e arrondissement de Paris.

## Situation et accès
Longue de 615 mètres, elle commence 29, rue du Rocher et 5, rue de Vienne et se termine place de Narvik.
La rue est desservi par la ligne 9 à la station Saint-Augustin.

## Origine du nom
Cette rue rend honneur au docteur Goetz († 1813), médecin qui habitait au no 9 et qui était célèbre pour ses nombreux actes de bienfaisance.

## Historique
La rue est indiquée sur le plan de Verniquet mais sans dénomination. 
Lors de sa séance du 9 février 1793, le bureau de la ville autorise le nivellement de la rue pour la rendre praticable entre la rue des Rochers et la rue de Miromesnil. Elle est alors citée avec la dénomination de « rue de l'Observance », peut-être parce que des religieux de l'Observance y avaient demeuré quelque temps, au commencement du règne de Louis XVI.
Lors de la construction de l'abattoir du Roule (voir « Rue de Miromesnil »), la rue est prolongée en 1816 jusqu'à l'avenue latérale gauche de cet établissement et prend le nom de « rue de la Bienfaisance ». Une décision ministérielle du 12 juillet 1816 fixe alors la largeur de la rue à 10 mètres. Elle est alignée en 1846 et sa largeur est alors portée à 12 mètres.
En 1883, la partie comprise entre la rue de Miromesnil et la rue de Téhéran est ouverte sur les terrains des anciens abattoirs du Roule, désaffectés dans les années 1860.
La partie comprise entre le boulevard Malesherbes et la rue de Miromesnil est appelée « rue de Rovigo » de 1869 à 1879 en l'honneur d'Anne Jean Marie René Savary, duc de Rovigo.
Décret du 10 août 1868
« Napoléon, etc., 

sur le rapport de notre ministre secrétaire d’État au département de l'Intérieur,
Vu l'ordonnance du 10 juillet 1816 ;
vu les propositions de M. le préfet de la Seine ;
Avons décrété et décrétons ce qui suit :
Article 4. — Les deux rues ouvertes au sud du parc Monceau prendront : 
la première, parallèle à la rue de Lisbonne, le nom de rue Murillo ;
la seconde, située entre la rue de Courcelles et le parc Monceau, celui de rue Rembrandt ;
la partie de la rue de la Bienfaisance comprise entre le boulevard Malesherbes et l'avenue de Messine prendra le nom de rue de Rovigo ;
la partie de la rue de la Pépinière comprise entre le boulevard Malesherbes et la rue du Faubourg-Saint-Honoré prendra le nom de rue Abbatucci ;
etc.
Article 17. — Notre ministre secrétaire d'État au département de l'Intérieur est chargé de l'exécution du présent décret.
Fait au palais de Fontainebleau, le 10 août 1868. »
En 2023, dans le cadre du programme « rues aux écoles », la rue est entièrement piétonisée.

## Bâtiments remarquables et lieux de mémoire

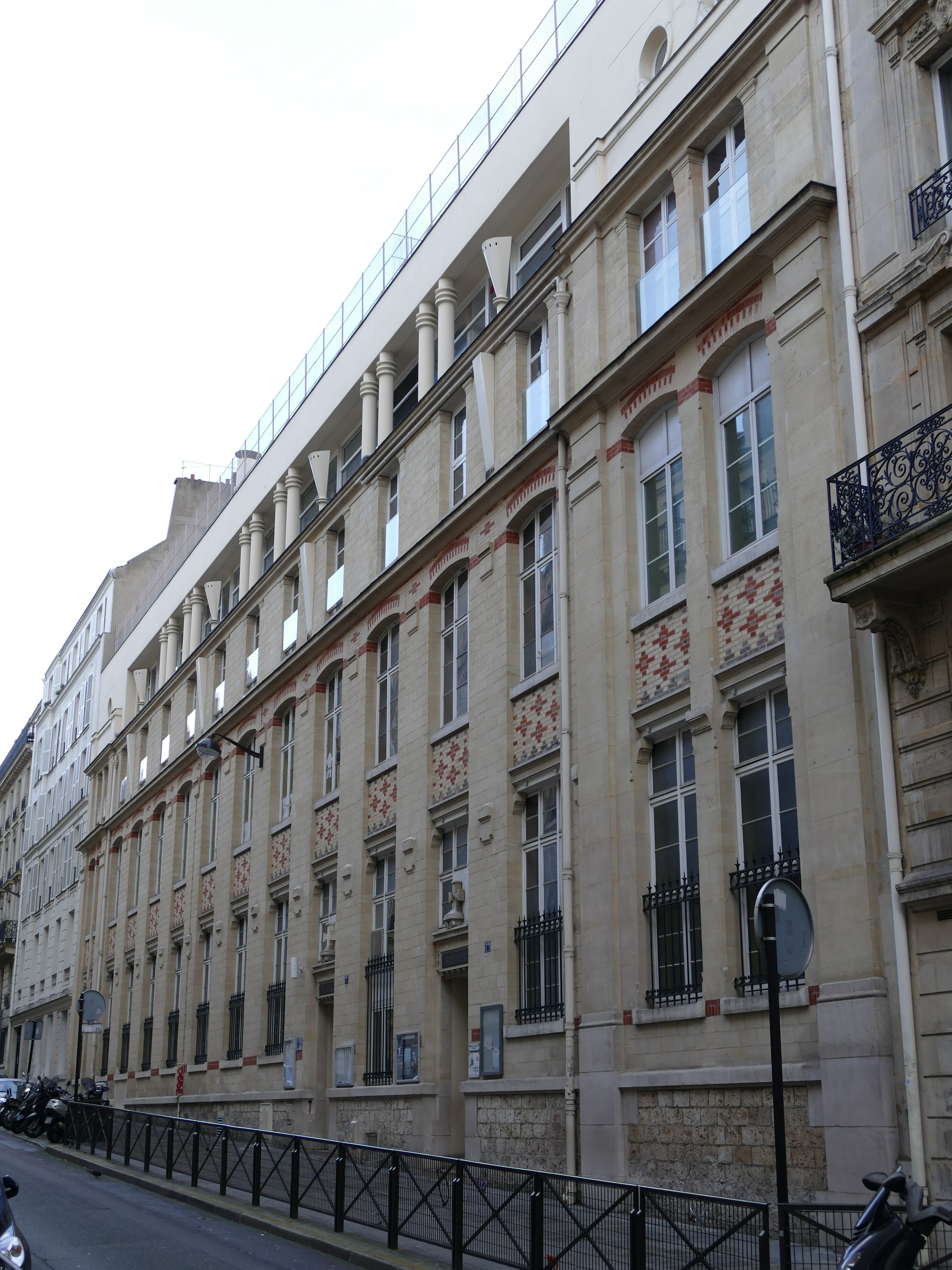
École au no 7.

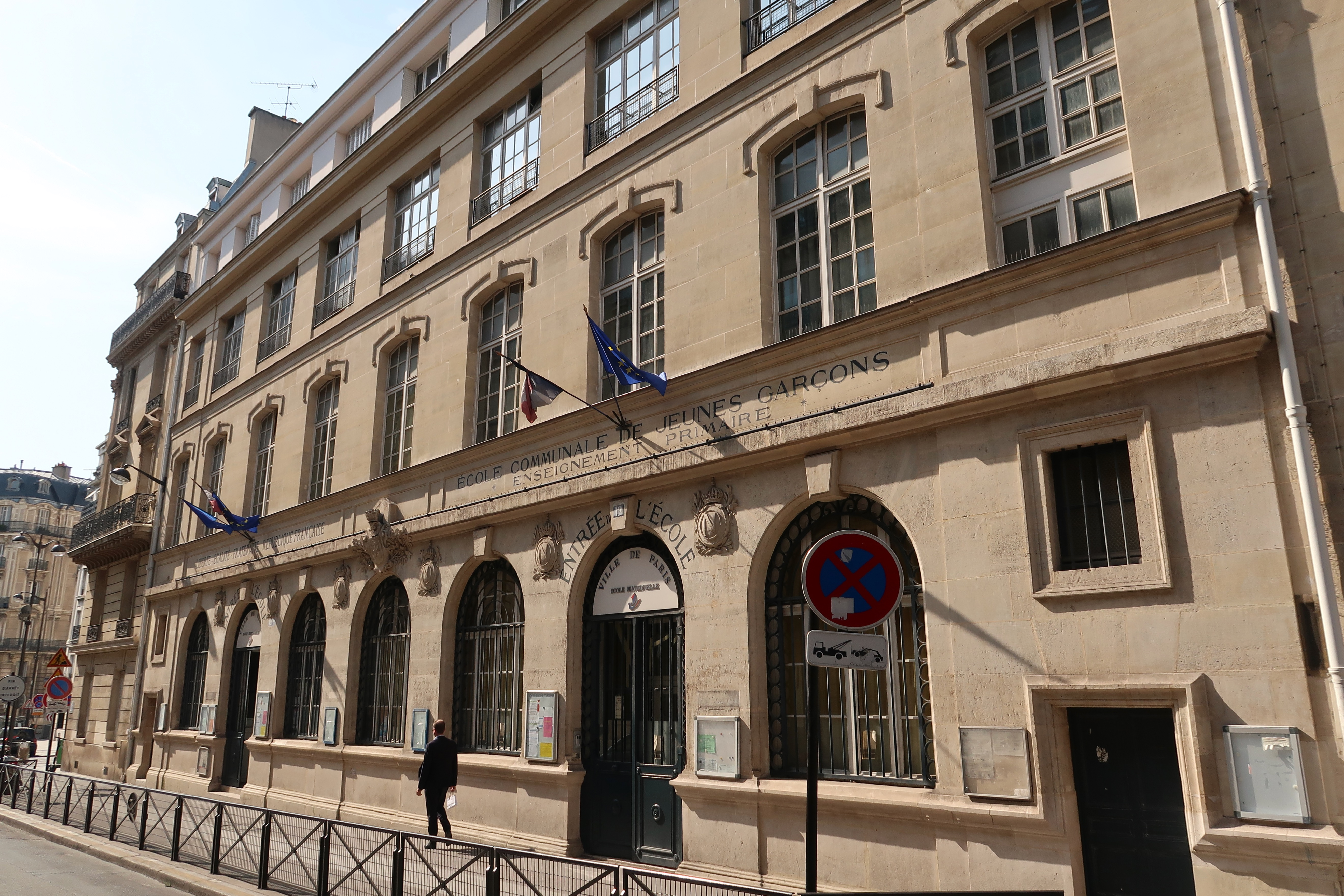
École élémentaire au no 12.

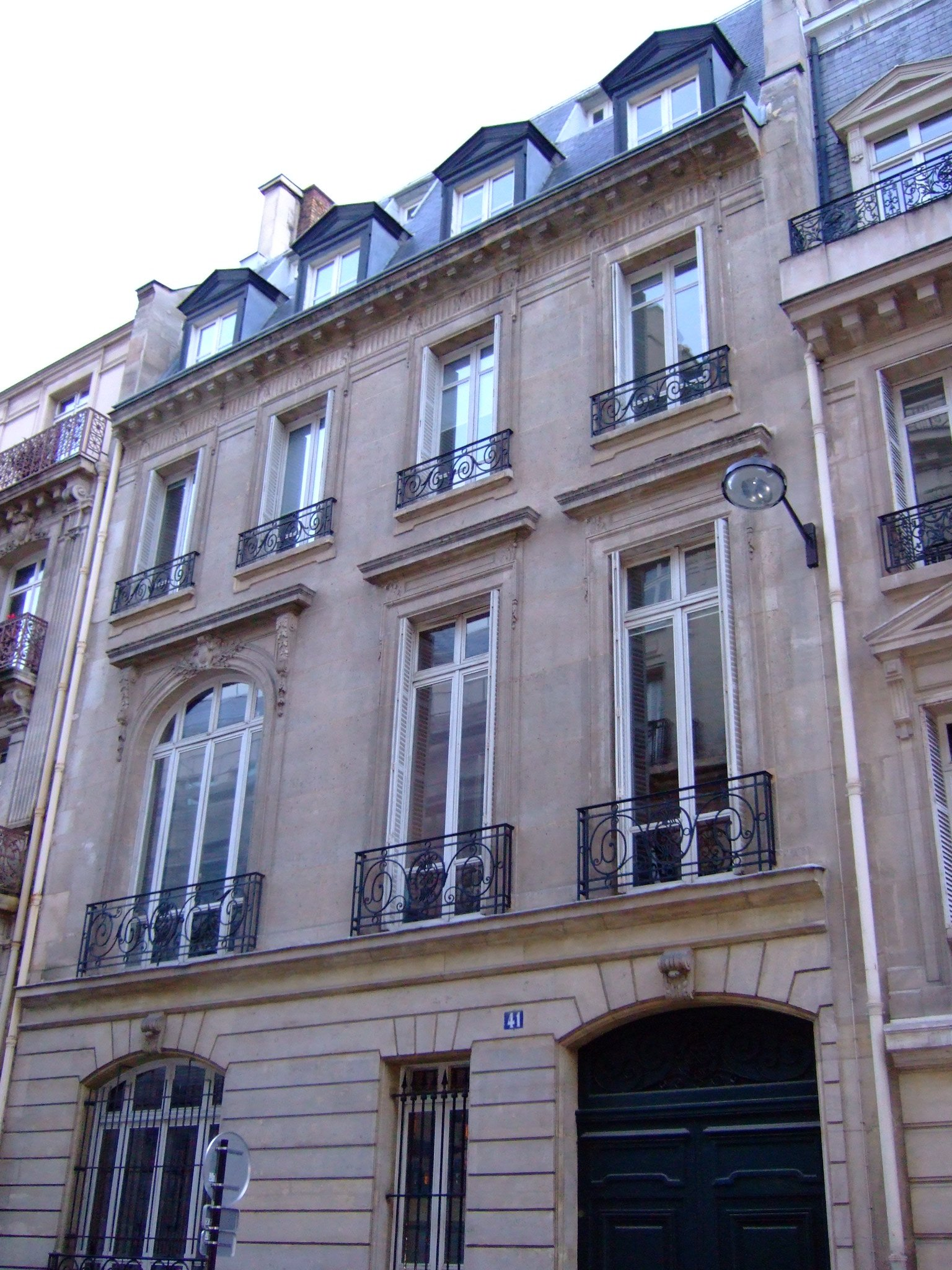
No 41 : hôtel de Broglie.

- No 7 : école élémentaire et école maternelle de la Bienfaisance Fénelon-Sainte-Marie[4].
- No  12 et 12 bis : école élémentaire et école maternelle publiques.
- No 14 : durant la Commune de Paris (1871), Jules Allix ouvre une « école nouvelle » de filles, dont la direction est confiée le 8 mai à l’institutrice Geneviève Vivien[5].
- No 21 : Émile Boutmy y vécut[6]. Jules Gervais, sénateur et industriel, y vécut vers 1900[réf. nécessaire].
- No 28 : la société Mors Électricité, spécialisée en fabrication de matériel électrique, téléphone, signalisation ferroviaire, etc., fut fondée à cette adresse en 1851 par Louis et Émile Mors (voir « Mors »).
- No 29 : hôtel de Mme A. Schelcher (en 1910)[7].
Sous l'Occupation allemande, siège du service d'assistance sociale de l'Union générale des israélites de France (UGIF). Le 30 juillet 1943, Aloïs Brunner y opère une rafle[8]. Sur la façade, une plaque commémorative rend depuis hommage aux 67 Juifs qui en ont été victimes.
- No 36 : hôtel où vécurent Auguste Vincent Pierre Charles de Gourcuff, directeur des AGF, fils d'Auguste Casimir Marie de Gourcuff, fondateur des AGF et promoteur immobilier, puis à partir de 1893 l'industriel et homme politique Lazare Weiller (1858-1928) et sa femme, née Alice Javal.
- No 41 : hôtel de Broglie. Construit en 1896 par l'architecte Ernest Sanson pour le prince François de Broglie (1851-1939), quatrième fils d'Albert de Broglie, 4e duc de Broglie. Siège de campagne de Valéry Giscard d'Estaing pour l'élection présidentielle de 1974[9]. Ancienne ambassade du Gabon en France (jusqu'en 2014).
- No 43 : hôtel de la demi-mondaine Marion Delorme, qui avait pris pour pseudonyme celui de la courtisane du XVIIe siècle, Marion Delorme, illustrée par Victor Hugo[10].
- No 46 : habité par le docteur Paul Théophile-Gautier, petit-fils du poète Théophile Gautier[11].
- No 48 : hôtel Van Blarenberghe. Construit en 1865 mais surélevé et dénaturé. Il fut en 1907 le théâtre d'un fait divers tragique : Henri Van Blarenberghe, fils d'Henri-François-Alexandre van Blarenberghe, président de la Compagnie des chemins de fer de l'Est, dans un accès de démence, tua sa mère et se suicida ensuite en se tailladant la gorge avec un rasoir puis en se tirant une balle dans la tête[7]. Marcel Proust consacra un article à cette affaire, publié dans Le Figaro en 1907.
- No 50 : hôtel de Ribes. Résidence du comte Édouard de Ribes. Dans la même famille depuis le XIXe siècle.

### Bâtiments détruits
- No 7 : en 1857, pension de jeunes gens dirigée par M. Jacquet et fondée par M. Rétif[1]. En 1910, école libre de la paroisse Saint-Augustin.
- No 9 (ancien no 5) : emplacement de la maison du docteur Goetz, occupée après lui par l'homme politique Prosper de Chasseloup-Laubat (1805-1873). Elle a été détruite en 1890 lors de l'agrandissement de l'école du no 7.
- No 44 : hôtel construit en 1866, appartenant en 1910 au docteur Étienne Lancereaux (1829-1910)[7],[11].

### Habitants célèbres
- Joseph Ambroise Bully (1822-1890), député de l'Eure (no 2).
- Fulgence Bienvenüe (1852-1936), ingénieur en chef des Ponts et Chaussées et père du métro de Paris (no 2)[12].
- Prosper de Chasseloup-Laubat (1805-1873), homme politique (no 9)[13].
- Basil Zaharoff (1849-1936) marchand d'armes (no 54[14], dans les années 1890).
- Marthe Chenal (1881-1947), soprano (no 42, en 1910)[7],[11].
- Henry Chéron (1867-1936), homme politique (no 35)[11].
- Marie Montchanin, chanteuse de l'Opéra de Paris (no 40)[11].
- Eugène Rouher y est mort en 1884 (no 37).
- Louise Sévera, chanteuse de l'Opéra-Comique (no 6)[11].
- Le comte Louis de Turenne d'Aynac (no 9, en 1906)[15].
- Le commandant Ferdinand Walsin Esterhazy de l'affaire Dreyfus (no 27) en 1896[16].

## Annexe